# Argostemma chaii
Argostemma chaii är en måreväxtart som beskrevs av Birgitta Bremer. Argostemma chaii ingår i släktet Argostemma och familjen måreväxter. Inga underarter finns listade i Catalogue of Life.